# Naja siamensis
Naja siamensis är en ormart som beskrevs av Laurenti 1768. Naja siamensis ingår i släktet Naja och familjen giftsnokar. Internationella naturvårdsunionen kategoriserar arten globalt som sårbar. Inga underarter finns listade i Catalogue of Life.
Arten förekommer på det sydostasiatiska fastlandet i Kambodja, Laos, Myanmar, Thailand och Vietnam. Habitatet utgörs av öppna skogar, lövfällande skogar och odlingsmark. Naja siamensis undviker täta städsegröna skogar.